# Barém nos Jogos Paralímpicos de Verão de 2004
O Barém participou dos Jogos Paralímpicos de Verão de 2004, que foram realizados na cidade de Atenas, na Grécia, entre os dias 17 e 28 de setembro de 2004.
Ahmed Meshaima conquista a medalha de prata no arremesso de peso  masculino, categoria F37, nesta edição das Paralimpíadas.